# Фокс-Стренгуэйс, Генри Стивен, 3-й граф Илчестер
Генри Стивен Фокс-Стренгвейл, 3-й граф Илчестер (англ. Henry Stephen Fox-Strangways, 3rd Earl of Ilchester; 21 февраля 1787 — 8 января 1858) — британский пэр и политик. Он носил титул учтивости — лорд Ставордейл с 1787 по 1802 год.

## Происхождение и образование
Родился 21 февраля 1787 года. Старший сын Генри Фокса-Стрэнгуэйса, 2-го графа Илчестера (1747—1802), и его первой жены Мэри Терезы О’Грэйди (1755—1790), дочери Стэндиша О’Грэйди. Он получил образование в Крайст-Черч в Оксфорде, который в 1814 году присвоил ему степень доктора гражданского права.

## Карьера
5 сентября 1802 гоlа после смерти своего отца Генри Стивен Фокс-Стренгуэй сменил своего отца на посту 3-го графа Илчестера. В апреле 1808 года он был назначен капитаном Дорсетширского йоменского полка. Полк был расформирован в 1814 году. В декабре 1830 года, когда он был переформирован, ему было присвоено звание майора.
С 1835 по 1841 год он занимал должность капитана йоменской гвардии в правительстве вигов лорда Мельбурна. Он стал членом Тайного совета Великобритании в июле 1837 года. С 1837 по 1839 год он также занимал пост лорда-лейтенанта Сомерсета.
В июне 1840 года он был произведен в подполковники . Он был назначен подполковником комендантом Дорсетширского йоменского полка в феврале 1846 года, подал в отставку в июле 1856 года.

## Семья
16 июня 1812 года лорд Илчестер женился на Кэролайн Леоноре Мюррей (? — 8 января 1819), дочери лорда Джорджа Мюррея и Энн Шарлотты Грант. У супругов было четверо детей:
- Генри Томас Леопольд Фокс-Стрэнгуэйс, лорд Ставордейл (7 января 1816 — 11 августа 1837), капитан Дорсетширского йоменскогог полка[7]
- Леди Тереза Анна Мария Фокс-Стрэнгуэйс (11 января 1814 — 2 мая 1874), в 1837 году вышла замуж за Эдварда Дигби, 9-го барона Дигби.
- Стивен Фокс-Стренгуэйс, лорд Ставордейл (21 марта 1817 — 25 мая 1848), корнет[8] и капитан Дорсетширского йоменского полка
- Леди Кэролайн Маргарет Фокс-Стрэнгуэйс (9 января 1819 — 26 июня 1895), в 1844 году вышла замуж за сэра Эдварда Керрисона, 2-го баронета.

Леди Илчестер умерла, родив четвертого ребенка. Лорд Илчестер скончался в Мелбери-хаусе 8 января 1858 года в возрасте 70 лет. Оба его сына умерли раньше него, и ему наследовал его сводный младший брат Уильям Фокс-Стренгуэйс.